# Colorado story
Colorado story is het 57ste stripalbum van De Blauwbloezen. De strip werd getekend door Willy Lambil, het scenario werd geschreven door Raoul Cauvin en de inkleuring gebeurde door studio Leonardo. Het album werd uitgebracht in 2013 door uitgeverij Dupuis.